# Hironobu Haga
Pour les articles homonymes, voir Haga.
Hironobu Haga (芳賀 博信, Haga Hironobu), né le 21 décembre 1982 à Sendai, est un footballeur japonais qui évolue au poste de milieu de terrain.

## Biographie
Hironobu Haga commence sa carrière professionnelle au JEF United Ichihara Chiba. Il ne joue qu'un seul match en championnat avec ce club.
En 2006, il rejoint l'équipe du Consadole Sapporo. Il est sacré champion de J-League 2 en 2007 avec ce club, obtenant ainsi la promotion en J-League 1.

## Palmarès
- Champion de J-League 2 en 2007 avec le Consadole Sapporo